# N,N'-二亚甲基己二胺
N,N'-二亚甲基己二胺（英語：Hexamethylenediimine）是一种有机化合物，化学式H2CN(CH2)6NCH2，属于二亚胺化合物，带有二个亚胺官能团。